# هجوم قاعدة يافوريف العسكرية
هجوم قاعدة يافوريف العسكرية هو اشتباك عسكري بدأ في 13 مارس 2022 كجزء من الهجمات خلال الغزو الروسي لأوكرانيا. تقع القاعدة بالقرب من مدينة يافوريف التي تقع في لفيف أوبلاست.

## الهجوم
خلال الغزو الروسي لأوكرانيا، تعرضت منشأة يافوريف العسكرية لضربة صاروخية روسية في وقت مبكر من يوم 13 مارس 2022. وبحسب مسؤولين أوكرانيين، تم إطلاق 30 صاروخًا على القاعدة، مما أسفر عن مقتل 35 وإصابة 134 آخرين. أفاد المسؤولون الأوكرانيون أيضًا أن ما يصل إلى 1000 مقاتل أجنبي كانوا يتدربون في القاعدة كجزء من الفيلق الدولي لأوكرانيا. أعلنت وزارة الدفاع الروسية أنها قضت على «ما يصل إلى 180 من المرتزقة الأجانب وشحنة كبيرة من الأسلحة الأجنبية» وقالت إن روسيا ستواصل هجماتها على المقاتلين الأجانب في أوكرانيا؛ وقالت وزارة الدفاع الأوكرانية إنها لم تؤكد وجود أي أجانب بين القتلى. في 14 مارس، قالت صحيفة ديلي ميرور البريطانية إن ما لا يقل عن ثلاثة من القوات الخاصة البريطانية السابقة ربما قُتلوا في الضربات، ومن المحتمل أن يتجاوز العدد الإجمالي للمتطوعين القتلى المائة.
ووصف وزير الدفاع الأوكراني أوليكسي ريزنيكوف الهجوم بأنه «هجوم إرهابي على السلام والأمن بالقرب من حدود الاتحاد الأوروبي وحلف شمال الأطلسي». صرح مسؤول في الناتو أنه لم يكن هناك أفراد من الناتو في القاعدة، حيث كان جميع الأفراد قد غادروا البلاد قبل الغزو.